# Веброзробка
Веброзробка — процес створення вебсайтів або вебдодатків. Основними етапами процесу є вебдизайн, верстка сторінок, програмування для веб на стороні клієнта і сервера, а також конфігурування вебсервера.

## Основні етапи веброзробки
На сьогоднішній день існують кілька етапів розробки вебсайту:
- Проєктування сайту або вебдодатку (збір і аналіз вимог розробка Технічного завдання, проєктування Інтерфейс користувача);
- Розробка концепції сайту;
- Створення дизайнконцепції сайту;
- Створення макетів сторінок;
- Створення мультимедіа;
- Верстка сторінок і дизайнів;
- Програмування (розробка функціональних інструментів) або інтеграція в систему управління вмістом (CMS);
- Оптимізація та розміщення матеріалів сайту;
- Тестування та внесення коригувань;
- Відкриття проєкту на хостингу;
- Обслуговування сайту, що працює, або його програмної основи.

У залежності від поточного завдання деякі з етапів можуть бути відсутні або бути тісно пов'язані один з іншим.

## Основні професії
- Інформаційний архітектор
- Вебдизайнер
- Верстальник вебсторінок
- Програміст
- Тестувальник
- Пошуковий оптимізатор
- Копірайтер (письменник), контент-менеджер

Нерідко вебфахівці поєднують в собі відразу декілька спеціальностей.

## Етапи кар’єрного зростання
- Junior. Це стартова позиція для новачків. Наприклад, Junior-фронтенд розробник працює з базовим HTML/CSS та JavaScript, а Junior-тестувальник проводить ручне тестування продукту. Цей етап дозволяє освоїти основи професії, навчитися працювати в команді та виконувати прості задачі під наглядом старших колег.
- Middle. ІТ-спеціалісти із глибшими знаннями, які самостійно працюють над проєктами. Наприклад, Middle-бекенд розробник вже володіє мовами програмування на зразок Python чи Java та працює над створенням складних функціоналів. Це професійний рівень, де ви починаєте брати на себе більше відповідальності за якість своєї роботи.
- Senior. Досвідчений айтішник, який вирішує складні завдання, шукає нестандартні рішення та часто виступає наставником для молодших колег. Наприклад, Senior Data Scientist аналізує великі обсяги даних, створює моделі машинного навчання та допомагає бізнесу приймати стратегічні рішення.
- Tech Lead. Технічний лідер команди, який відповідає за розробку архітектури продукту та стратегічний напрямок проєкту. Наприклад, Tech Lead у веброзробці може контролювати весь процес створення платформи – від бекенду до дизайну. Окрім технічного керівництва, він також активно пише код, слідкуючи за його якістю.
- Team Lead. Це управлінська позиція, яка поєднує технічні знання та лідерські навички. Цей менеджер відповідає за комунікацію між замовниками, керівництвом і командою, створює комфортну атмосферу в колективі та допомагає співробітникам розкривати свій потенціал.

## Чемпіонати
DEV Challenge
TopCoder